# سیارک ۱۲۸۴۳
سیارک ۱۲۸۴۳ (به انگلیسی: 12843 Ewers، نامگذاری:1997GH27) دوازده هزار و هشتصد و چهل و سومین سیارک کشف شده‌است که در ۹ آوریل ۱۹۹۷ کشف شد.
قدر مطلق سیارک برابر ۱۵.۵ است.